# ATC kód P03
ATC kód P03 Léčiva proti ektoparazitům včetně skabicidních je hlavní terapeutická skupina anatomické skupiny P. Antiparazitika, insekticidy, repelenty.

## P03A Antiektoparazitika, včetně skabicidních léčiv

### P03AC Pyrethriny, včetně syntetických sloučenin
P03AC03 Fenothrin
P03AC04 Permethrin

## Poznámka
- Registrované léčivé přípravky na území České republiky.
- Informační zdroj: Státní ústav pro kontrolu léčiv, Všeobecná zdravotní pojišťovna.